# Социалистический проспект
Социалисти́ческий проспект — одна из центральных улиц Барнаула.
Проспект проходит по 2-м районам города — Центральному и Железнодорожному, от Большой Олонской улицы в историческом центре города до проспекта Строителей в северо-западном направлении. Протяжённость проспекта — 3,4 км. Ширина — от 10 до 15 метров.
Социалистический проспект до 1916 года носил название Соборного переулка, а до 1921 года — Соборного проспекта.

## История
Будущий проспект был одной из первых улиц появившихся в Барнауле, о чём свидетельствует план города 1748 года. В это время здесь были жилые дома заводских служащих и горных офицеров. Здесь же располагались типография и городская аптека, а в месте пересечения с Петропавловским переулком (ныне улица Ползунова) — Соборная площадь (ныне площадь Свободы), давшая название улице. На Соборной площади стоял Петропавловский собор, построенный в конце XVIII века. В архитектурном ансамбле площади крупный объём собора подчинял себе окружающую застройку площади и окрестных улиц, замыкал перспективу Соборного переулка. Рядом с собором располагалось кладбище, на котором был похоронен изобретатель парового двигателя Иван Ползунов.
К концу XIX века на улице находились дома купцов Суховых, Морозовых. На пересечении с Иркутской улицей (ныне улица Пушкина) располагалась женская прогимназия и электротеатр «Иллюзион», что возмущало некоторых горожан. Они неоднократно обращались к Томскому губернатору с просьбой закрыть заведение, но им было отказано. В районе моста через Барнаулку сложилась центральная базарная площадь Барнаула, а напротив неё — аптекарский огород, преобразованный в советское время в ПКиО Центрального района.
В мае 1917 года произошёл крупнейший пожар в городе, в результате которого сгорели многие деревянные строения на проспекте, частично сохранились кирпичные здания. В 1930-х был разрушен Петропавловский собор и уничтожено кладбище.
В 1950—1970-е годы улицу продлили до проспекта Строителей и площади Победы, при этом она сделала поворот на запад в районе Молодёжной улицы. Застройка улицы осуществлялась по типовым проектам, большая часть нового жилого фонда представляла собой «хрущёвки», при этом была сохранена малоэтажная застройка в которой присутствовали деревянные дома начала XX века.
В 1980-е годы на проспекте сформировалась одна из центральных площадей Барнаула — площадь Сахарова. Здесь расположились Дворец спорта и зрелищ, Театр драмы и бассейн «Обь». На площади регулярно проводились митинги и городские праздники. В 1990—2000 годы на участке от улицы Папанинцев до Партизанской улицы были выстроены целые кварталы элитных высотных домов с жилыми и офисными помещениями.

## Галерея

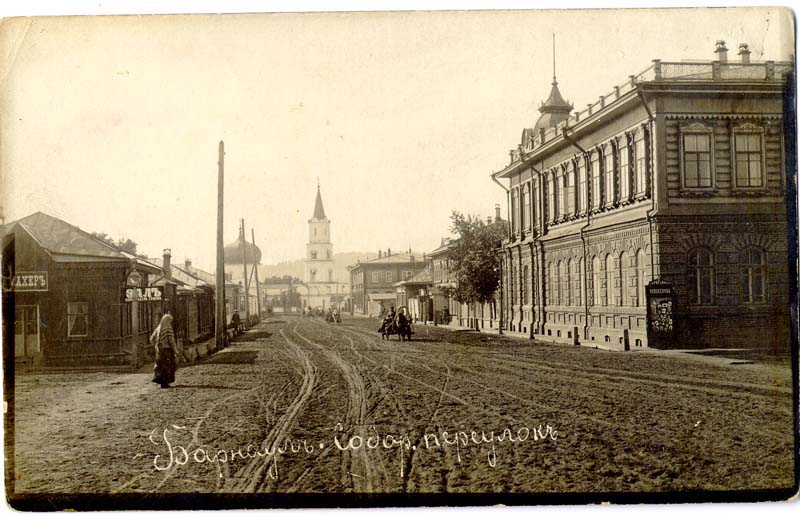
Соборный переулок в начале XX века
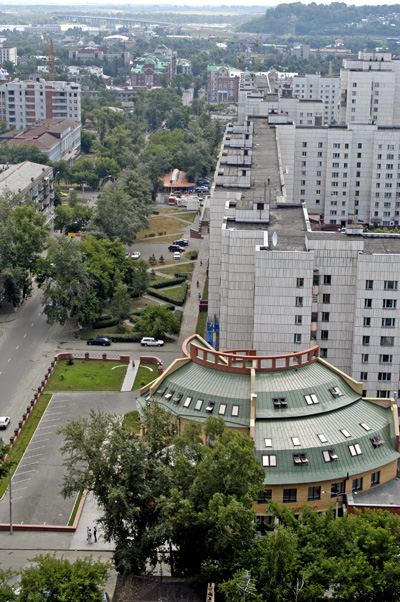
Дома на Социалистическом проспекте